# 姊妹染色單體

父系（蓝）染色体和母系（粉）染色体是同DNA复制后，蓝色染色体由两条相同的姐妹染色单体组成，粉色染色体也由两条相同的姐妹染色单体组成。在有丝分裂中，姐妹染色单体分离进子细胞，此时称之为“染色体”（而非“染色单体”），就像一个孩子不被称为“单双胞胎”一样。

姐妹染色单体（英語：sister chromatid）是指由一条染色体的DNA复制形成的相同副本（染色单体）之一，兩個姊妹染色單體之間由染色體上的着絲粒相連。换句话说，一个姐妹染色单体可以说是复制后的染色体的“一半”。一对姐妹染色单体称为二分体（dyad）。在間期的合成（S期）阶段，当细胞中所有的染色体被复制时，会产生一套完整的姐妹染色单体。在有絲分裂或减数第二次分裂期间，两条姐妹染色单体彼此分离进入两个不同的细胞。
和同源染色體相比，同源染色体是二倍体生物（例如人类）从父本、母本分别继承的两个不同版本的染色体，而姐妹染色单体在很大程度上是完全相同的，因为它们复制自同一条染色体，携带了一样的等位基因（即基因的变种或不同版本）。例外情况是在减数分裂接近结束时发生交叉互换后，因为在减数分裂期间，每个姐妹染色单体的片段可能已经配对的同源染色单体的相应片段发生交换。同源染色体可能相同，也可能不同，因为它们来自不同的亲本。
有证据表明，某些物种中，姐妹染色单体是DNA修復的首选模板。姐妹染色单体黏连对于子细胞间遗传信息的正确分配和受损染色体的修复是必不可少的。该过程中的缺陷可能会导致非整倍體和癌症，特别是当检查点无法检测到DNA损伤，或错误连接的有丝分裂纺锤体异常时。